# 한민족공동체통일방안
한민족공동체통일방안(韓民族共同體統一方案)은 1989년 9월 11일 대한민국의 국회에서 노태우 대통령 특별선언을 통해 발표되었다. 1982년 발표된 '민족화합민족민주통일방안'을 보강한 것이다. 자주, 평화, 민주를 3대 원칙으로 한다. 발표 당시 조선민주주의인민공화국의 연방제 통일안에 가장 근접시켰다는 평가를 받았다.
김영삼과 김대중의 통일안도 노태우의 통일안과 거의 차이가 없다. 세 사람은 1987년 헌법 제정 당시 8인 위원회의 멤버였으며, 노태우는 김영삼과 김대중의 의견을 많이 수용했었다. 통일안도 헌법안처럼 세사람이 거의 차이가 없다.

## 3단계 통일안
다음의 3단계로 통일을 이룬다:
- 민족공동체헌장 채택 (Ethnic Community)
  - 통일이 될 때까지 남북관계를 이끌어갈 수 있는 규칙을 세우는 것을 말한다.
- 남북연합 (Korean Confederation)
  - 민족공동체헌장에 기초하여, 남북정상회의와 실행기구인 남북각료회의, 남북평의회 등의 과도기구를 설치.
- 통일헌법 제정으로 통일민주공화국 건설 (Unified Democratic Republic)
  - 남북평의회에서 마련한 통일헌법을 바탕으로 총선거를 실시해 통일국회와 통일정부를 구성.

## 민족공동체헌장
이미 1972년 7.4 남북공동성명 등 여러 가지 민족공동체헌장이 채택되었다.

## 남북연합
2차례 남북정상회의가 열렸다. 그러나 상설화되지는 못했다. 21차례 장관급회담이 열렸다. 그러나 이명박 정부 직후 열리지 않고 있다. 역시 상설화 되지는 못했다. 남북평의회는 남한의 국회와 북한의 최고인민회의의 합동회의체를 말하는데, 아직 구성된 적이 없다.
남북연합이란 국제법상 국가연합을 말한다. 현재 모든 국가들은 유엔에 가입해서 전 세계가 국가연합을 이루고 있다. 남북한도 1991년 유엔에 동시가입하여 넓은 의미에서 보면 유엔헌장 아래에서, 느슨한 형태의 국가연합을 이루고 있다.
원래 1972년 남북최초회담의 결과인 74성명에서 유엔동시가입이 합의되었으나, 20년이 지난 1991년에야 가입이 되었다. 한민족공동체통일방안에서 남북연합을 건국이래 최초로 주장한 지 2년 만에 유엔동시가입으로 "넓은 의미의" 남북연합의 구성이 완료되었다. 양자만의 남북연합은 구성된 적이 없다.

## 통일헌법
남북평의회가 구성된 적이 없으므로, 통일헌법도 제정된 적이 없다.

## 6.15 남북 공동 선언
2000년 6.15 남북공동선언에서 남측의 연합제안은 김대중 대통령의 통일안을 말하는데, 김대중 대통령의 통일안은 노태우 대통령의 통일안과 거의 차이가 없다. 즉, 한민족공동체통일안은 6.15 남북공동선언에서 북한이 동의하였다.

## 같이 보기
- 한국의 통일 방안